# Cyrtandra geocarpa
Cyrtandra geocarpa är en tvåhjärtbladig växtart som beskrevs av Sijfert Hendrik Koorders. Cyrtandra geocarpa ingår i släktet Cyrtandra och familjen Gesneriaceae. Inga underarter finns listade i Catalogue of Life.